# Wtelno

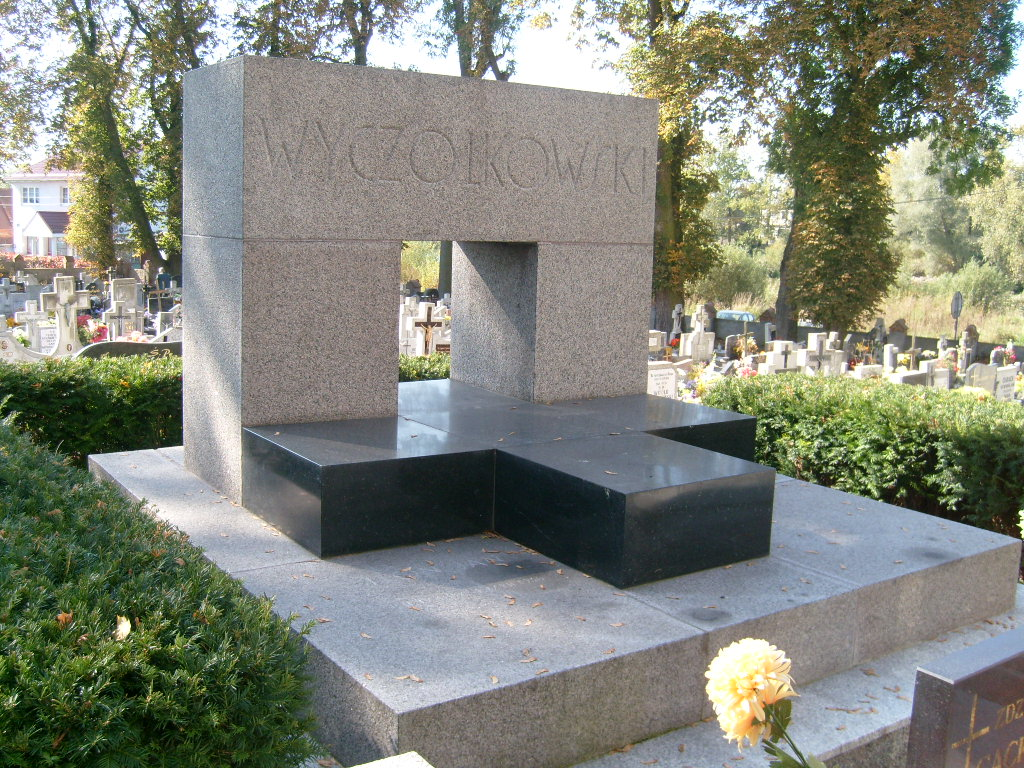
Nagrobek Leona Wyczółkowskiego

Wtelno – (niem. Wittelskirch) wieś w Polsce położona w województwie kujawsko-pomorskim, w powiecie bydgoskim, w gminie Koronowo, 16 km na północny zachód od centrum Bydgoszczy.

## Historia
Wtelno zostało wyzwolone spod okupacji reżimu III Rzeszy 27 stycznia 1945 przez żołnierzy 1 Armii Wojska Polskiego.
Do 1954 roku miejscowość była siedzibą gminy Wtelno. W latach 1975–1998 administracyjnie należała do województwa bydgoskiego.
Według danych Urzędu Gminy Koronowo z grudnia 2023 Wtelno liczyło 1016 mieszkańców. Jest trzecią co do wielkości miejscowością gminy Koronowo.
Miejscowość jest siedzibą parafii św. Michała Archanioła. W strukturze kościoła rzymskokatolickiego parafia należy do metropolii gnieźnieńskiej, diecezji bydgoskiej, dekanatu Białe Błota.
Od 29 września 2011 w miejscowości działa klub piłkarski, pod nazwą Wteleński Klub Sportowy Olimpia Wtelno, który w sezonie 2023/2024, występuje w B klasie, w grupie Bydgoszcz I. Największym osiągnięciem drużyny jest osiągnięcie w pierwszym sezonie rozgrywek (sezon 2012/2013, grupa Bydgoszcz III) 4. lokaty. Zespół w 22 meczach zgromadził 43 pkt, przy bilansie spotkań 14-1-7.

## Zabytki
We wsi stoi murowany, barokowy kościół pw. św. Michała Archanioła zbudowany w latach 1785–1787, rozbudowany w 1863 r. o neobarokową wieżę, w latach 2017-2019 poddany pracom konserwatorskim. Do nawy przylega krótkie prezbiterium i dwie kaplice pełniące funkcję transeptu. Wyposażenie kościoła pochodzi głównie z XVIII wieku. Na otaczającym kościół cmentarzu znajduje się modernistyczny nagrobek Leona Wyczółkowskiego.
Kościół jest wpisany do rejestru zabytków NID pod nr rej. A/778 z 8.06.1955.

## Turystyka
- Przez Tryszczyn przebiega pieszy  szlak żółty im. Leona Wyczółkowskiego: Bydgoszcz Osowa Góra – sanatorium w Smukale – Smukała – Janowo – Wtelno – Gościeradz – Samociążek – Wilcze Gardło – Nowy Jasiniec – Wymysłowo – Wielonek – Sokole Kuźnica – Pruszcz (69 km)
- Przez miejscowość prowadzi Międzynarodowa Trasa Rowerowa R-1, która na odcinku podbydgoskim przebiega na trasie: Salno – Wtelno – Bydgoszcz Janowo – Bożenkowo – Samociążek – Koronowo – Serock – Świecie